# Hippotion tainanesis
Hippotion tainanesis är en fjärilsart som beskrevs av Matsumura 1927. Hippotion tainanesis ingår i släktet Hippotion och familjen svärmare. Inga underarter finns listade i Catalogue of Life.